# Brezje (Sveta Nedelja)
 Brezje  falu Horvátországban Zágráb megyében. Közigazgatásilag Sveta Nedeljához tartozik.

## Fekvése
Zágráb központjától 15 km-re nyugatra, községközpontjától 1  km-re délkeletre az A3-as autópálya mellett fekszik. 

## Története
1481-ben „possessio Brezye” néven említik először. 1560-ban papját „presbiter de Bresecz” néven említik, 1598-ban „Brezye” néven szerepel. 1774-ben az első katonai felmérés térképén „Dorf Brezje” néven szerepel. 1857-ben 137,  1910-ben 263 lakosa volt. Trianon előtt Zágráb vármegye Szamobori járásához tartozott. 2011-ben a falunak 1511 lakosa volt.

## Lakosság
| Lakosság változása | Lakosság változása | Lakosság változása | Lakosság változása | Lakosság változása | Lakosság változása | Lakosság változása | Lakosság változása | Lakosság változása | Lakosság változása | Lakosság változása | Lakosság változása | Lakosság változása | Lakosság változása | Lakosság változása | Lakosság változása |
| ------------------ | ------------------ | ------------------ | ------------------ | ------------------ | ------------------ | ------------------ | ------------------ | ------------------ | ------------------ | ------------------ | ------------------ | ------------------ | ------------------ | ------------------ | ------------------ |
| 1857               | 1869               | 1880               | 1890               | 1900               | 1910               | 1921               | 1931               | 1948               | 1953               | 1961               | 1971               | 1981               | 1991               | 2001               | 2011               |
| 137                | 197                | 183                | 217                | 233                | 263                | 289                | 323                | 382                | 391                | 423                | 494                | 614                | 772                | 1026               | 1511               |

## Külső hivatkozások
- Sveta Nedelja weboldala
- Sveta Nedelja turisztikai egyesületének honlapja
- Az első katonai felmérés térképe (1763-1787)